# Puchar Wysp Owczych w piłce nożnej (1994)
Puchar Wysp Owczych w piłce nożnej mężczyzn 1994 (far. Løgmanssteypið) – 48. edycja rozgrywek mających na celu wyłonienie zdobywcy Pucharu Wysp Owczych. Tytułu bronił klub B71 Sandoy, a przejął go KÍ Klaksvík.

## Uczestnicy
W Pucharze Wysp Owczych wzięły udział drużyny ze wszystkich poziomów ligowych na archipelagu.
| Grający od rundy eliminacyjnej |                                                                            |                         |                                                                              |
| 1. deild 1994 10 drużyn | 2. deild 1994 6 drużyn                                                     | 3. deild 1994 1 drużyna | 4. deild 1994 5 drużyn                                                       |
| - B36 Tórshavn - B68 Toftir - B71 Sandoy - EB/Streymur - GÍ Gøta - HB Tórshavn - ÍF Fuglafjørður - KÍ Klaksvík - NSÍ Runavík - TB Tvøroyri | - FS Vágar - LÍF Leirvík - Royn Hvalba - SÍ Sørvágur - SÍ Sumba - VB Vágur | - Skála ÍF              | - AB Argir - Æsir Vestmanna - Fram Tórshavn - KB Tórshavn - Skansin Tórshavn |

## Terminarz
| Runda              | Data pierwszego meczu              | Data drugiego meczu | Uwagi                               |
| ------------------ | ---------------------------------- | ------------------- | ----------------------------------- |
| Runda eliminacyjna | 26 i 27 marca, 4 i 6 kwietnia 1994 | nie rozgrywa się    | Udział rozpoczęły wszystkie drużyny |
| Ćwierćfinał        | 9 i 10 kwietnia 1994               | nie rozgrywa się    |                                     |
| Półfinał           | 17 kwietnia 1994                   | 12 maja 1994        |                                     |
| Finał              | 3 sierpnia 1994                    | nie rozgrywa się    |                                     |

## Runda eliminacyjna

### 1. runda
| Drużyna 1     | Wynik | Drużyna 2        |
| ------------- | ----- | ---------------- |
| 26 marca 1994 |       |                  |
| LÍF Leirvík   | 1:3   | SÍ Sumba         |
| 27 marca 1994 |       |                  |
| Royn Hvalba   | 9:0   | AB Argir         |
| Fram Tórshavn | 0:9   | FS Vágar         |
| VB Vágur      | 8:1   | Æsir Vestmanna   |
| Skála ÍF      | 6:0   | Skansin Tórshavn |
| SÍ Sørvágur   | 13:0  | KB Tórshavn      |

| 26 marca 1994 | LÍF Leirvík                            | 1:3   | SÍ Sumba                                                   |                                                                |
|               | ? 29' (sam.)                           | (1:0) | 54' Edni Lisberg · 75' Marlon Kjærbo · 81' Tryggvi Nielsen | uppi á Brekku, Leirvík Sędzia: Heðin Baldvinsson (KÍ Klaksvík) |
|               | Dánjal Johan Joensen · Tryggvi Nielsen | (1:0) |                                                            | uppi á Brekku, Leirvík Sędzia: Heðin Baldvinsson (KÍ Klaksvík) |

| 27 marca 1994 | Royn Hvalba                                                                                        | 9:0   | AB Argir |                                                     |
|               | Vilmund Michelsen · Óli Jensen · Karl Arni Egholm · Janus Ellendersen · Jákup Midjord · Magnar Næs | (5:0) |          | á Skørðunum, Hvalba Sędzia: Preben Olsen (VB Vágur) |

| 27 marca 1994 | Fram Tórshavn | 0:9   | FS Vágar                                                                                  |                                               |
|               |               | (5:0) | Eyðfinn Davidsen · Jóhannis Joensen · Eyðstein Simonsen · Birgir Jørgensen · Bjarni Prior | Tórshavn Sędzia: Jóhan Carl Dam (HB Tórshavn) |

| 27 marca 1994 | VB Vágur | 8:1   | Æsir Vestmanna           |                                                    |
|               | Magni Fróði Magnussen 7', 75' · John Eystberg 40', 68' · Egill Steinþórsson 47', 51' · Pól Thorsteinsson 62' · Magni Jacobsen 80' | (2:1) | 30' Johnny Petur Joensen | á Eiðinum, Vágur Sędzia: Tórður Holm (TB Tvøroyri) |

| 27 marca 1994 | Skála ÍF | 6:0   | Skansin Tórshavn |                                                                |
|               | Eivind Jacobsen 17', 84' · Kristmund Johannesen 26' · Rasmus Frederiksberg 36' · Hallur Mikkelsen 49' · Pauli Poulsen 82' | (3:0) |                  | undir Mýruhjalla, Skála Sędzia: Sunleiv Højgaard (NSÍ Runavík) |

| 27 marca 1994 | SÍ Sørvágur | 13:0  | KB Tórshavn |                                                               |
|               | Tummas Rasmussen 14' · Birgir Joensen 22', 53', 77' · Hilmar Hansen 24', 70' · Bjørn Thorsteinsson 42' · Jónsvein Olsen 45' · Petur Ritter 49', 59', 75' · Jón Henriksen 66' · Allan Joensen 82' | (5:0) |             | á Dungasandi, Sørvágur Sędzia: Sune Johansen (SÍF Sandavágur) |
|               | 26' Kjartan Jacobsen · 84' Petur Nolsøe | (5:0) |             | á Dungasandi, Sørvágur Sędzia: Sune Johansen (SÍF Sandavágur) |

### 2. runda
| Drużyna 1       | Wynik   | Drużyna 2   |
| --------------- | ------- | ----------- |
| 4 kwietnia 1994 |         |             |
| NSÍ Runavík     | 3:1     | EB/Streymur |
| KÍ Klaksvík     | 4:0     | Skála ÍF    |
| FS Vágar        | 0:3 pd. | HB Tórshavn |
| VB Vágur        | 2:0     | SÍ Sumba    |
| TB Tvøroyri     | 6:2     | SÍ Sørvágur |
| Royn Hvalba     | 0:2     | B71 Sandoy  |
| 6 kwietnia 1994 |         |             |
| ÍF Fuglafjørður | 0:2     | GÍ Gøta     |
| B36 Tórshavn    | 2:0     | B68 Toftir  |

| 4 kwietnia 1994       | NSÍ Runavík                                                    | 3:1   | EB/Streymur              |                                                           |
|                       | Jack Jacobsen 2' · Símun Danielsen 46' · Arnfinn Langgaard 56' | (1:0) | 60' Jákup Martin Joensen | við Løkin, Runavík Sędzia: Sune Johansen (SÍF Sandavágur) |
| Arnfinn Langgaard 35' | 15' Finnbjørn Zachariasen · 85' Sonni Samuelsen                | (1:0) |                          | við Løkin, Runavík Sędzia: Sune Johansen (SÍF Sandavágur) |

| 4 kwietnia 1994     | KÍ Klaksvík                                                   | 4:0   | Skála ÍF |                                                                 |
|                     | Eyðun Klakstein 8', 39' · Kurt Mørkøre 13' · Kurt Mørkøre 74' | (3:0) |          | við Djúpumýrar, Klaksvík Sędzia: Sunleiv Højgaard (NSÍ Runavík) |
| Eyðun Klakstein 42' |                                                               | (3:0) |          | við Djúpumýrar, Klaksvík Sędzia: Sunleiv Højgaard (NSÍ Runavík) |

| 4 kwietnia 1994                          | FS Vágar                                     | 0:3 (pd.)       | HB Tórshavn                                                       |                                        |
|                                          |                                              | (0:0, 0:0, 0:1) | 95' Andreas Hansen · 107' Gunnar Mohr · 112' Sigfríður Clementsen | Sędzia: Kim Ejdesgaard (Fram Tórshavn) |
| Tummas Henriksen 115' · Jóhannis Joensen | Jón Dahl · Sámal Erik Hentze · John Heri Dam | (0:0, 0:0, 0:1) |                                                                   | Sędzia: Kim Ejdesgaard (Fram Tórshavn) |

| 4 kwietnia 1994 | VB Vágur                                | 2:0   | SÍ Sumba |                                                    |
|                 | Bjartur Nolsøe 34' · Bjartur Nolsøe 52' | (1:0) |          | á Eiðinum, Vágur Sędzia: Tórður Holm (TB Tvøroyri) |

| 4 kwietnia 1994    | TB Tvøroyri                                                    | 6:2   | SÍ Sørvágur                            |                                                        |
|                    | Herman Mortensen 22', 87' · Gullok Svalbard 40', 73', 81', 84' | (2:1) | 31' Birgir Joensen · 40' Kári Reynheim | Sevmýri, Tvøroyri Sędzia: Jóhan Carl Dam (HB Tórshavn) |
| Óli Johannesen 65' | 39' Tummas Rasmussen · 87' Jónsvein Olsen                      | (2:1) |                                        | Sevmýri, Tvøroyri Sędzia: Jóhan Carl Dam (HB Tórshavn) |

| 4 kwietnia 1994 | Royn Hvalba | 0:2   | B71 Sandoy |                                                     |
|                 |             | (0:2) | Eli Hentze | á Skørðunum, Hvalba Sędzia: Preben Olsen (VB Vágur) |

| 6 kwietnia 1994                                                 | ÍF Fuglafjørður | 0:2   | GÍ Gøta                                     |                                                                 |
|                                                                 |                 | (0:1) | 45' Rúni Justinussen · 56' Henning Jarnskor | í Fløtugerði, Fuglafjørður Sędzia: Lassin Isaksen (KÍ Klaksvík) |
| Fróði G. Petersen 45' · André Magnussen 55' · Ken Bærentsen 82' |                 | (0:1) |                                             | í Fløtugerði, Fuglafjørður Sędzia: Lassin Isaksen (KÍ Klaksvík) |

| 6 kwietnia 1994       | B36 Tórshavn                           | 2:0   | B68 Toftir |                                                                          |
|                       | Heri Olsen 10' · Allan Mørkøre 66'     | (1:0) |            | Gundadalur (ovari vøllur), Tórshavn Sędzia: Nemus Djurhuus (HB Tórshavn) |
| Tummas Eli Hansen 11' | 17' Øssur Hansen · 29' Edmund Jacobsen | (1:0) |            | Gundadalur (ovari vøllur), Tórshavn Sędzia: Nemus Djurhuus (HB Tórshavn) |

## Runda finałowa

### Ćwierćfinały
| Drużyna 1        | Wynik        | Drużyna 2    |
| ---------------- | ------------ | ------------ |
| 9 kwietnia 1994  |              |              |
| B71 Sandoy       | 2:1          | TB Tvøroyri  |
| 10 kwietnia 1994 |              |              |
| HB Tórshavn      | 4:3          | GÍ Gøta      |
| VB Vágur         | 1:1 (k. 3:4) | KÍ Klaksvík  |
| NSÍ Runavík      | 2:1          | B36 Tórshavn |

| 9 kwietnia 1994 | B71 Sandoy                                      | 2:1   | TB Tvøroyri        |                                                         |
|                 | Torbjørn Jensen 36' · Jóan Petur Clementsen 64' | (1:1) | 45' Óli Johannesen | inni í Dal, Sandur Sędzia: Niklas á Líðarenda (GÍ Gøta) |
|                 | 65' Herman Mortensen · 80' Jacek Burkhardt      | (1:1) |                    | inni í Dal, Sandur Sędzia: Niklas á Líðarenda (GÍ Gøta) |

| 10 kwietnia 1994      | HB Tórshavn                                                         | 4:3   | GÍ Gøta                                                            |                                                                                |
|                       | Gunnar Mohr 20' · Sigfríður Clementsen 37', 40' · John Heri Dam 77' | (3:0) | 55' (k.) Magni Jarnskor · 72' John Petersen · 75' Rúni Justinussen | Gundadalur (ovari vøllur), Tórshavn Sędzia: Baldvin Baldvinsson (B36 Tórshavn) |
| Sámal Erik Hentze 89' |                                                                     | (3:0) |                                                                    | Gundadalur (ovari vøllur), Tórshavn Sędzia: Baldvin Baldvinsson (B36 Tórshavn) |

| 10 kwietnia 1994                                     | VB Vágur                   | 1:1 (pd.)                                                          | KÍ Klaksvík            |                                                       |
|                                                      | Pól Thorsteinsson 69' (k.) | (0:1, 1:1, 1:1, k. 3:4)                                            | 31' Harley Bertholdsen | á Eiðinum, Vágur Sędzia: Birgir Sondum (B36 Tórshavn) |
| Magni Jacobsen 29' · Pól Thorsteinsson 90'           | 38' Allan Joensen          | (0:1, 1:1, 1:1, k. 3:4)                                            |                        | á Eiðinum, Vágur Sędzia: Birgir Sondum (B36 Tórshavn) |
| · Pól Thorsteinsson · John Eystberg · Bjartur Nolsøe | Rzuty karne                | · Jákup Mikkelsen · Kurt Mørkøre · Allan Joensen · Fríðin Ziskason |                        | á Eiðinum, Vágur Sędzia: Birgir Sondum (B36 Tórshavn) |

| 10 kwietnia 1994     | NSÍ Runavík                                                | 2:1   | B36 Tórshavn  |                                                        |
|                      | Jack Jacobsen 7' · Oddfríður Gaardbo 63'                   | (1:1) | 1' Jákup Mørk | við Løkin, Runavík Sędzia: Jónfinn Olsen (MB Miðvágur) |
| Svein í Heiðunum 89' | 28' Tummas Eli Hansen · 64' Jákup Mørk · 84' Allan Mørkøre | (1:1) |               | við Løkin, Runavík Sędzia: Jónfinn Olsen (MB Miðvágur) |

### Półfinały
| Drużyna 1                            | Wynik dwumeczu | Drużyna 2   | Pierwszy mecz | Drugi mecz |
| ------------------------------------ | -------------- | ----------- | ------------- | ---------- |
| KÍ Klaksvík                          | 5 – 3          | NSÍ Runavík | 1:2           | 4:1        |
| HB Tórshavn                          | 4 – 7          | B71 Sandoy  | 1:4           | 3:3        |
| Po lewej gospodarz pierwszego meczu. |                |             |               |            |

#### Pierwsze mecze
| 17 kwietnia 1994                                           | KÍ Klaksvík            | 1:2   | NSÍ Runavík                             |                                                               |
|                                                            | Harley Bertholdsen 32' | (1:2) | 39' Jack Jacobsen · 44' Símun Danielsen | við Djúpumýrar, Klaksvík Sędzia: Niklas á Líðarenda (GÍ Gøta) |
| Eyðun Klakstein 64' · Kurt Mørkøre 65' · Allan Joensen 90' | 52' Arnfinn Langgaard  | (1:2) |                                         | við Djúpumýrar, Klaksvík Sędzia: Niklas á Líðarenda (GÍ Gøta) |

| 17 kwietnia 1994 | HB Tórshavn                                                                    | 1:4   | B71 Sandoy                                                                    |                                                                              |
|                  | Gunnar Mohr 13'                                                                | (1:2) | 25' Rúni í Soylu · 31' Torbjørn Jensen · 51' Páll á Reynatúgvu · 69' Ib Olsen | Gundadalur (ovari vøllur), Tórshavn Sędzia: Herman Midjord (ÍF Fuglafjørður) |
| Jón Dahl         | Páll á Reynatúgvu · Jóan Petur Clementsen · Sofus Clementsen · Torbjørn Jensen | (1:2) |                                                                               | Gundadalur (ovari vøllur), Tórshavn Sędzia: Herman Midjord (ÍF Fuglafjørður) |

#### Rewanże
| 12 maja 1994 | NSÍ Runavík       | 1:4 (pd.)       | KÍ Klaksvík                                                   |                                                               |
| 15:00 WEST   | Djóni Joensen 76' | (0:1, 1:2, 1:4) | 30', 91' Arnold Joensen · 62' Eyðun Klakstein · 96' John Ryan | við Løkin, Runavík Sędzia: Baldvin Baldvinsson (B36 Tórshavn) |
| 15:00 WEST   | Djóni Joensen 29' | (0:1, 1:2, 1:4) | 114' Finn Baldvinsson                                         | við Løkin, Runavík Sędzia: Baldvin Baldvinsson (B36 Tórshavn) |

| 12 maja 1994 | B71 Sandoy                                | 3:3   | HB Tórshavn                                                 |                                                           |
|              | Eli Hentze 48' · Torbjørn Jensen 56', 75' | (0:1) | 2' Jan Allan Müller · 67' Gunnar Mohr · 80' Julian Johnsson | inni í Dal, Sandur Sędzia: Kim Ejdesgaard (Fram Tórshavn) |

### Finał
| 3 sierpnia 1994 19:00 WEST | B71 Sandoy · Eli Hentze 83' (k.) | 1:2(0:1)Raport | KÍ Klaksvík · 39' (k.) Jákup Mikkelsen · 79' Arnold Joensen           | Gundadalur (ovari vøllur), Tórshavn Widzów: 1800 Sędzia: Nemus Djurhuus (HB Tórshavn) |
|                            |                                  |                | kartki: · 3' Jan Joensen · 83' Harley Bertholdsen · 88' Allan Joensen |                                                                                       |

|                 |    |                         |
|                 |    |                         |
| BR              | 1  | Waldemar Nowicki        |
| OB              | 2  | Bjarki Mohr             |
| OB              | 3  | Sofus Clementsen        |
| OB              | 4  | Ib Olsen                |
| OB              | 6  | Niclas Joensen          |
| OB              | 7  | Rúni í Soylu 75'        |
| PO              | 8  | Piotr Krakowski (C)     |
| PO              | 9  | Páll á Reynatúgvu       |
| PO              | 10 | Jóan Petur Clementsen   |
| NA              | 13 | Torbjørn Jensen         |
| NA              | 14 | Eli Hentze              |
| Rezerwowi:      |    |                         |
| BR              | 12 | Marner Tausen           |
| OB              | 5  | John Sørensen           |
| OB              | 11 | Jógvan Jón Petersen 75' |
| PO              | 15 | Julian Jón Thomsen      |
| NA              | 17 | Frankie Jensen          |
| Trener:         |    |                         |
| Piotr Krakowski |    |                         |

|                 |    |                         |
|                 |    |                         |
| BR              | 1  | Jákup Mikkelsen (C)     |
| OB              | 2  | Poul Juul Wilhelmsen    |
| OB              | 3  | Allan Joensen           |
| OB              | 4  | Sámal Eyðfinn Akursmørk |
| OB              | 5  | Kurt Mørkøre            |
| OB              | 11 | Harley Bertholdsen      |
| PO              | 8  | Jan Joensen             |
| PO              | 9  | Allan Mørkøre           |
| PO              | 10 | John Ryan               |
| PO              | 12 | Eyðun Klakstein         |
| NA              | 16 | Arnold Joensen 85'      |
| Rezerwowi:      |    |                         |
| BR              | 22 | John William Joensen    |
| NA              | 7  | Aksel Johannesen 85'    |
| NA              | 13 | Eddie Bertholdsen       |
| Trener:         |    |                         |
| Sverri Jacobsen |    |                         |

| Zdobywca Pucharu Wysp Owczych 1994 |
| KÍ Klaksvík 4. tytuł               |
| ---------------------------------- |